# Alen Mašović
Alen Mašović (serbisch-kyrillisch Ален Машовић, * 7. August 1994 in Novi Pazar) ist ein serbischer Fußballspieler.

## Karriere
Alen Mašović erlernte das Fußballspielen in den Jugendmannschaften von FK Partizan Belgrad und FK Borac Čačak. Seinen ersten Vertrag unterschrieb er 2013 beim FK Borac Čačak. Der Verein aus Čačak spielte in der zweiten Liga, der Prva Liga. 2015 unterschrieb er einen Vertrag beim Erstligisten FK Voždovac. Mit dem Verein aus Belgrad spielte er 24-mal in der SuperLiga. 2016 unterschrieb er einen Einjahresvertrag beim FK Čukarički, einem Verein, der ebenfalls in Belgrad beheimatet ist. 2017 wurde er wieder von seinem ehemaligen Verein, dem Erstligisten FK Voždovac, unter Vertrag genommen. Für Voždovac stand er bis Ende 2019 73-mal auf dem Spielfeld und schoss dabei 13 Tore. 2020 zog es ihn nach Asien. Hier unterschrieb er in Japan einen Vertrag beim Zweitligisten FC Machida Zelvia in Machida. Für Machida absolvierte er 28 Spiele in der zweiten Liga. Anfang August 2021 kehrte er nach Serbien zurück. Hier schloss er sich seinem ehemaligen Verein FK Voždovac an.